# One Life to Live
One Life to Live was een Amerikaanse soapserie die van 15 juli 1968 tot 13 januari 2012 op ABC werd uitgezonden. Oorspronkelijk duurde de serie een half uur maar breidde uit naar 45 minuten in 1976 en in 1978 werd het een uur.

## Prijzen

### Daytime Emmy Awards

#### Show
- 2005 "Outstanding Achievement in Music Direction and Composition for a Drama Series (gelijk met All My Children)
- 2005 "Outstanding Achievement in Technical Direction/Electronic Camera/Video Control for a Drama Series
- 2002 "Outstanding Drama Series"
- 2001 "Outstanding Achievement in Live & Direct to Tape Sound Mixing for a Drama Series"
- 2001 "Outstanding Achievement in Technical Direction/Electronic Camera/Video Control for a Drama Series"
- 2000 "Outstanding Original Song"
- 2000 "Outstanding Achievement in Costume Design for a Drama Series"
- 2000 "Outstanding Achievement in Live & Direct to Tape Sound Mixing for a Drama Series"
- 2000 "Outstanding Achievement in Music Direction and Composition for a Drama Series"

#### Individueel
- 2005 "Outstanding Lead Actress in a Drama Series" Erika Slezak (Victoria "Viki" Lord Davidson)
- 1996 "Outstanding Lead Actress in a Drama Series" Erika Slezak (Victoria "Viki" Lord Carpenter)
- 1995 "Outstanding Lead Actress in a Drama Series" Erika Slezak (Victoria "Viki" Lord Carpenter)
- 1994 "Outstanding Lead Actress in a Drama Series" Hillary B. Smith (Nora Hanen Gannon)
- 1994 "Outstanding Supporting Actress in a Drama Series" Susan Haskell (Marty Saybrooke)
- 1994 "Outstanding Younger Actor in a Drama Series" Roger Howarth (Todd Manning)
- 1992 "Outstanding Lead Actress in a Drama Series" Erika Slezak (Victoria "Viki" Lord Buchanan)
- 1992 "Outstanding Supporting Actor in a Drama Series" Thom Christopher (Carlo Hesser)
- 1986 "Outstanding Lead Actress in a Drama Series" Erika Slezak (Victoria "Viki" Lord Buchanan)
- 1984 "Outstanding Lead Actress in a Drama Series" Erika Slezak (Victoria "Viki" Lord Buchanan)
- 1983 "Outstanding Lead Actor in a Drama Series" Robert S. Woods (Bo Buchanan)
- 1982 "Outstanding Lead Actress in a Drama Series" Robin Strasser (Dorian Cramer Callison)
- 1981 "Outstanding Lead Actress in a Drama Series" Judith Light (Karen Wolek)
- 1980 "Outstanding Lead Actress in a Drama Series" Judith Light (Karen Wolek)
- 1979 "Outstanding Lead Actor in a Drama Series" Al Freeman, Jr. (Ed Hall)

### Soap Opera Digest Awards

#### Individueel
- 2005 "Favorite Teen" Kristen Alderson
- 2005 "Favorite Triangle" Michael Easton, Melissa Archer & Renee Goldsberry
- 2003 "Outstanding Newcomer" Melissa Archer
- 2000 "Favorite Teen Star" Erin Torpey
- 2000 "Favorite Couple" Erika Slezak and Mark Derwin
- 2000 "Outstanding Villain" Timothy Stickney